# Claudio Galvan
Claudio Galvan Ferreira (Rio de Janeiro, 31 de maio de 1970) é um ator, bailarino, cantor lírico, dublador e diretor teatral brasileiro. É conhecido principalmente por ser a voz no Brasil dos personagens Pato Donald, fazendo-a desde 1996, e do Ursinho Pooh. Mas também dubla outros personagens conhecidos como o Capitão da franquia Madagascar, Filmore da franquia Carros, a tartaruga Crush da franquia Procurando Nemo e Lorde Farquaad da franquia Shrek.

## Carreira
Nascido no bairro da Tijuca, no Rio de Janeiro, Cláudio Galvan fez dança no Teatro Municipal, estudou canto lírico no Conservatório Brasileiro de Música, fez aulas de arte dramática no teatro O Tablado e graduou-se em artes cênicas na UNIRIO. Também estudou mais seis anos na Escola de Dança Maria Olenewa, tendo posteriormente entrado no grupo de Baile do Teatro Municipal no Rio. Desde os 23 anos, atua no teatro musical.
Desde seu início de carreira, fez inúmeros trabalhos na TV, no teatro e na dublagem, onde é mais conhecido. Começou sua carreira na dublagem em 1995 após ser convidado por Garcia Júnior, dublando Max, filho do personagem Pateta, no Pateta: O Filme, nas partes cantadas. Galvan dubla inúmeros personagens de desenhos e animações, como o Pato Donald (sendo a voz oficial do personagem no Brasil desde 1996); Ursinho Pooh (sendo a voz oficial do personagem desde 2004); Capitão da franquia Madagascar e Os Penguins de Madagascar; Filmore da franquia Carros; Krush da franquia Procurando Nemo; Lorde Farquaad da franquia Shrek; Aliens na Franquia Toy Story; General Shang em Mulan; Megamente em Megamente; Tigrão, Ursinho Pooh, entre muitos outros. Já em filmes e séries, dublou Matthew Broderick em Inspetor Bugiganga, Eric Dane (Mark Sloan) em Grey's Anatomy e Jorge Garcia (Hurley) em Lost. Em 2008, foi indicado ao Prêmio Yamato como melhor ator coadjuvante ao dar voz ao príncipe Edward em Encantada.
Na televisão, Galvan participou de novelas como Esperança (2002), Cabocla (2004), A Diarista (2005), Sinhá Moça (2006), A Favorita (2008) e Paraíso (2009) e o remake de Pantanal (2022), além de minisséries como Hilda Furacão e Maysa: Quando Fala o Coração (2009). Em 2013, faturou o Prêmio Bibi Ferreira como melhor ator coadjuvante no musical peça A Família Addams, um famoso espetáculo da Brodway também presente no Brasil, tendo também ganho um Prêmio Cesgranrio de Teatro de Melhor Ator Musical e indicado ao Prêmio Destaque Imprensa Digital em 2018 pela sua atuação em "Romeu + Julieta Ao Som de Marisa Monte".

## Vida pessoal
Galvan foi casado com a atriz Mareliz Rodriguez, com quem tem um filho chamado Arthur.

## Trabalhos

### Dublagens
| Personagens | Título(s)      |
| ----------- | -------------- |
| Tio Félix   | Encanto (2021) |

### Televisão
| Ano  | Título                       | Papel                      | Nota                               | Ref    |
| ---- | ---------------------------- | -------------------------- | ---------------------------------- | ------ |
| 1997 | Caça Talentos                | Jornalista do Mundo Mágico | Episódio: "Contos de Arrepio"      |        |
| 1998 | Hilda Furacão                | Zé do Raimundo             |                                    | [ 8 ]  |
| 2002 | Esperança                    | Bruno                      |                                    | [ 9 ]  |
| 2004 | Cabocla                      | Chico da Venda             |                                    | [ 6 ]  |
| 2006 | Sinhá Moça                   | Bobó                       |                                    | [ 10 ] |
| 2007 | Pé na Jaca                   | Porteiro                   |                                    | [ 11 ] |
| 2008 | A Favorita                   | Ernesto                    |                                    | [ 12 ] |
| 2009 | Paraíso                      | Vadinho                    |                                    |        |
| 2009 | Maysa: Quando Fala o Coração | Sílvio Caldas              |                                    | [ 13 ] |
| 2010 | Escrito nas Estrelas         | Calixto Olegário           |                                    |        |
| 2012 | A Vida da Gente              | Pediatra de Tiago          |                                    |        |
| 2015 | Pé na Cova                   | Padre Amaro                | Episódio: "Os Vivos e os Mortos"   |        |
| 2016 | Haja Coração                 | Genésio                    |                                    | [ 14 ] |
| 2017 | Sol Nascente                 | Silvio                     |                                    |        |
| 2017 | Os Suburbanos                | Olavo                      | Episódio: "Queima as Gordura, Nem! |        |
| 2017 | A Força do Querer            | Paulo                      |                                    |        |
| 2019 | Verão 90                     | Luizão                     | Episódio: "11 de março"            |        |
| 2020 | Salve-se Quem Puder          | Motorista                  | Episódio: "27 de janeiro"          |        |
| 2020 | A Divisão                    | Angelim                    | Episódios: "1" e "4"               |        |
| 2022 | Pantanal                     | Ari                        |                                    | [ 1 ]  |
| 2025 | Dona de Mim                  | Eduardo                    | Episódios: "5–6 de maio"           |        |

## Prêmios e indicações
| Ano  | Nome                             | Categoria                       | Trabalho                               | Colocação | Ref.   |
| ---- | -------------------------------- | ------------------------------- | -------------------------------------- | --------- | ------ |
| 2008 | Prêmio Yamato                    | Melhor Dublador de Coadjuvante  | Edward em Encantada                    | Indicado  |        |
| 2009 | Prêmio Yamato                    | Melhor Dublador de Protagonista | WALL-E em WALL·E                       | Indicado  | [ 15 ] |
| 2011 | Prêmio Yamato                    | Melhor Dublador de Protagonista | Megamente em Megamente                 | Indicado  | [ 16 ] |
| 2013 | Prêmio Bibi Ferreira             | Melhor ator Coadjuvante         | A Família Addams                       | Venceu    | [ 17 ] |
| 2018 | Prêmio Cesgranrio de Teatro      | Melhor ator em musical          | Romeu + Julieta Ao Som de Marisa Konte | Venceu    |        |
| 2018 | Prêmio Destaque Imprensa Digital | Ator Coadjuvante                | Romeu + Julieta Ao Som de Marisa Konte | Indicado  | [ 5 ]  |